# An Ti Kozh
An Ti Kozh est une maison de la commune de Rennes, dans le département d’Ille-et-Vilaine en région Bretagne.

## Localisation
Elle se trouve dans le centre-ville historique de Rennes, au numéro 3 de la rue Saint-Guillaume, derrière la cathédrale de Rennes.

## Historique
La maison date du XVIe siècle. Sur sa façade est mentionnée la date de construction 1505. Elle a été construite pour deux chanoines de la cathédrale voisine, l'un de Saint-Michel, l'autre de Saint-Sébastien, d'où les sculptures des deux portes d'entrée de cette maison canoniale double.
La tradition populaire l'a longtemps nommée maison du Guesclin et en faisait une résidence de Bertrand Du Guesclin.

« Il nous est pénible de détruire la légende de la maison de Du Guesclin, mais il le faut cependant : cette maison de bois, de la rue Saint-Guillaume, appelée maison de Du Guesclin, a été construite deux siècles après la mort du connétable. »

— Adolphe Orain, Au Pays de Rennes, 1892

Elle est classée au titre des monuments historiques depuis le 20 juillet 1923,.
Son nom An Ti Kozh signifie en breton « la vieille maison ». Le nom vient du restaurant Ty-Coz qui l'occupait jusqu’à un incendie en septembre 1994.

## Architecture
l'architecture de cette maison est commune a l'époque moderne elle consistait a construire un étage qui débordait de plus en plus du chemin .Pourquoi? Car a l'époque une personne qui habitait dans une maison devait payer un impôt au sol  ,alors les gens prenaient de plus en plus de place en hauteur sans payer quoi que ce soit.

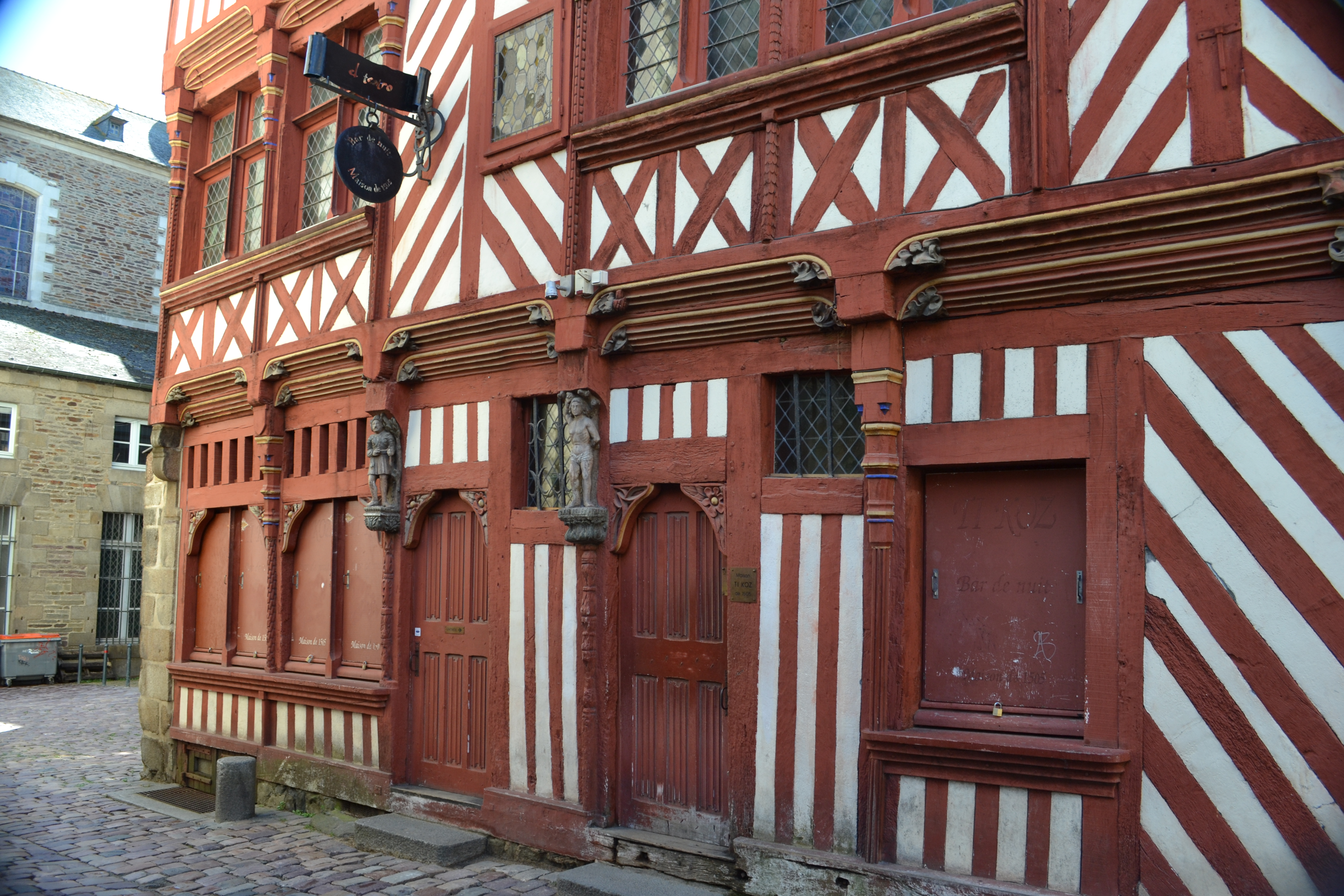
Façade du rez-de-chaussée.
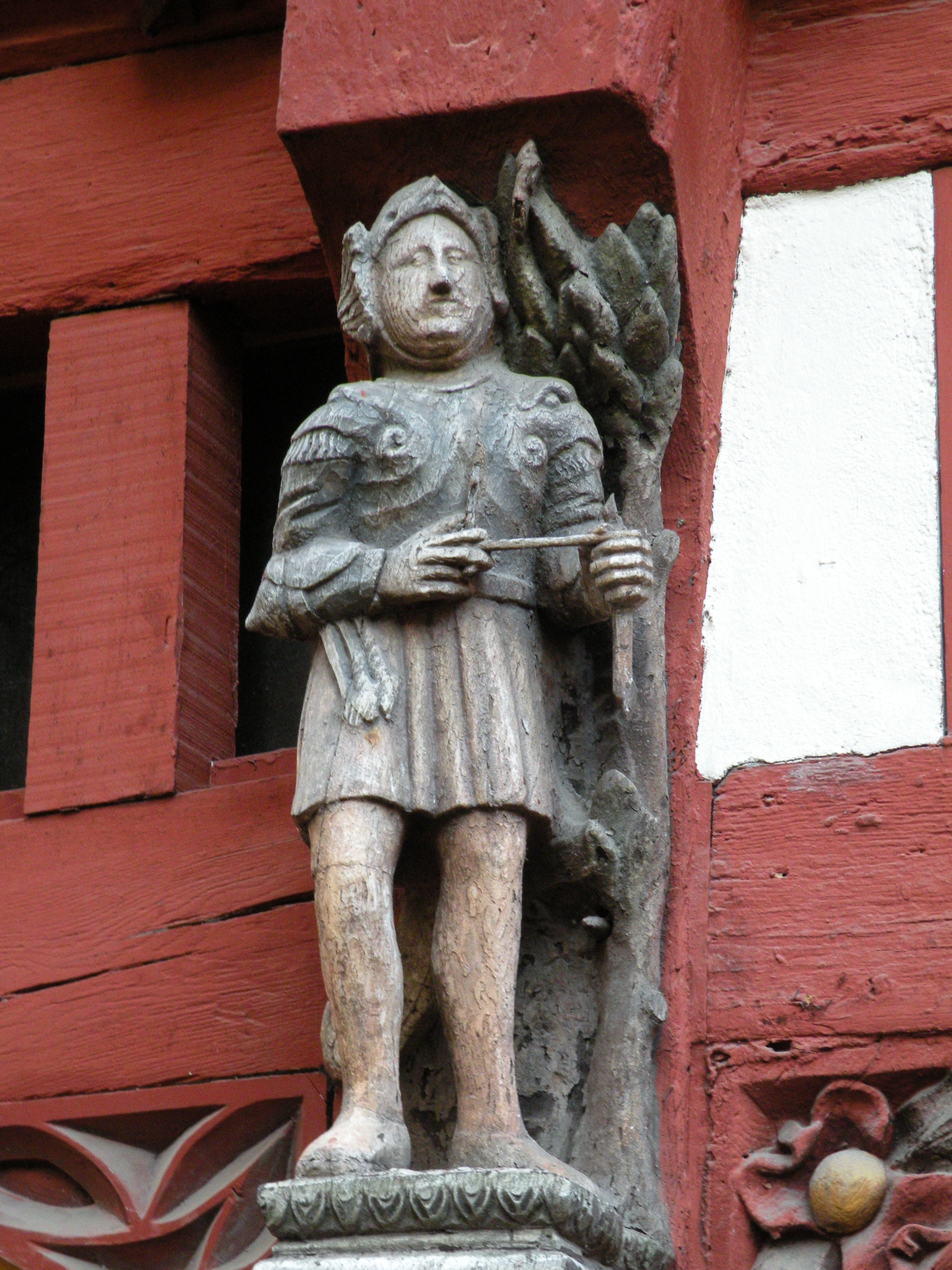
Statue de saint Michel en archer.
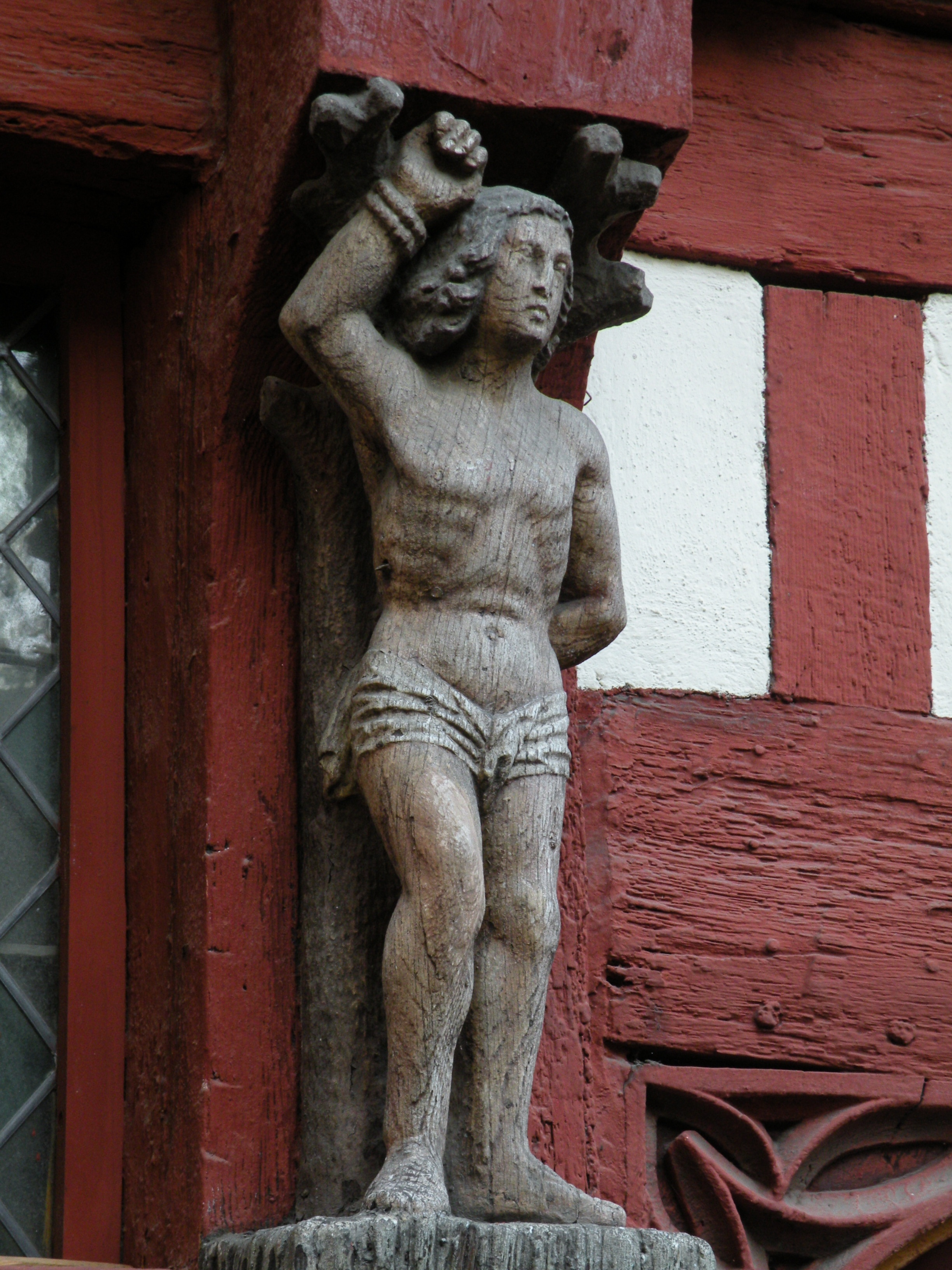
Statue de saint Sébastien.

C'est un double bâtiment à pan de bois et encorbellement. Chacun possède une entrée distincte.

### Langue bretonne
Sur la façade se trouverait une inscription en breton : "« TI-KOZ AMAÑ E KOMZER BREZONEG »", signifiant "Maison où on parle breton".